# Gnophos leucastraria
Gnophos leucastraria là một loài bướm đêm trong họ Geometridae.